# Chenopodium auricomum
Chenopodium auricomum là loài thực vật có hoa thuộc họ Dền. Loài này được Lindl. mô tả khoa học đầu tiên năm 1848.